# 카라벨라
카라벨라(산스크리트어: खारवेल)는 오늘날 인도 동해안의 칼링가의 황제로 기원전 2세기 또는 1세기 동안 통치했다. 카라벨라의 주요 출처는 바위를 깎아 만든 그의 하티굼파 비문이다. 비문은 연대가 밝혀지지 않았고, 17개 행 중 단 4개만이 완전히 읽을 수 있으며, 다른 것들은 불분명하고, 다양하게 해석되고 학자들에 의해 논란이 되고 있다. 자이나교와 관련된 문구들로 쓰여진 비문은 그의 통치 기간을 해마다 기록하고 있으며, 공공 기반 시설 사업, 복지 사업, 예술 후원, 그리고 많은 군사적 승리로 찬사를 보내고 있다. 역사학자들은 그것이 현존하는 최고의 그리고 가장 완전한 카라벨라 전기라고 동의한다.

### 출처

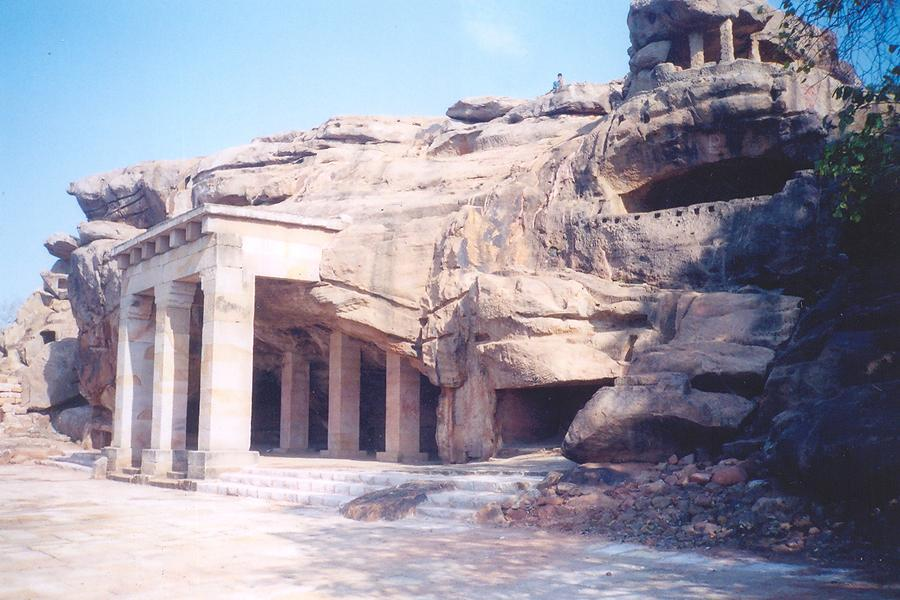
우다야기리와 칸다기리 석굴 중 하나인 하티굼파 석굴

## 배경

### 연대
칼링가 왕국은 기원전 262-261년에 아소카에 의해 침략되었다. 하티굼파 비문은 아소카 사후 얼마 지나지 않아 칼링가가 마우리아 제국으로부터 독립을 되찾았고, 카라벨라는 독립된 칼링가에서 태어났음을 암시한다.
1885년, 식민지 시대의 비문학자 바그완 랄 인드라지는 하티굼파 비문의 16번째 행을 마우리아 시대와 이 새로운 시간선의 165년 후를 언급하는 것으로 해석했다. 인드라지는 카라벨라가 기원전 127년에 태어나 기원전 103년에 왕이 되었다고 결론지었다. 인드라지의 해석은 학자들에 의해 의문이 제기되었고 대체로 거부되었다.
수다카르 차토파디아야에 따르면, 16번째 행은 마우리아 칼라("마우리아 시대")가 아니라 묵야 칼라("주요 시대")라고 읽힌다. 차토파디아야는 하티굼파 비문의 카라벨라 5년 통치에 대한 설명에 의존하는데, 이는 카라벨라가 난다라자 이후 티-바사-사타년 후에 번성했음을 암시한다고 말한다. 헴 찬드라 라이차우두리는 난다라자를 마하파드마 난다 또는 그의 아들 중 한 명과 동일시한다. "티-바사-사타"라는 표현은 103년 또는 300년을 의미할 수 있다. 차토파디아야는 103년을 그럴듯하게 보지 않는데, 이는 아소카의 기록과 모순되기 때문이다. 이를 바탕으로 그는 카라벨라를 기원전 1세기 후반 또는 기원후 1세기 전반에 위치시킨다.
다양한 판독에 따라, 식민지 시대 이후의 문헌에서는 계속해서 다른 연대가 발표되고 있다. 예를 들어, 알랭 다니엘루는 카라벨라를 기원전 180년과 130년 사이에 위치시키며, 그를 사타카르니와 푸시야미트라 숭가의 동시대 인물로 식별한다. 라마 샹카르 트리파티에 따르면, 카라벨라는 기원전 1세기 3분기에 통치했다. D.C. 시르카르와 월터 스핑크와 같은 많은 다른 학자들은 카라벨라와 하티굼파 비문을 기원전 1세기에서 기원후 1세기 초로 연대를 정한다.

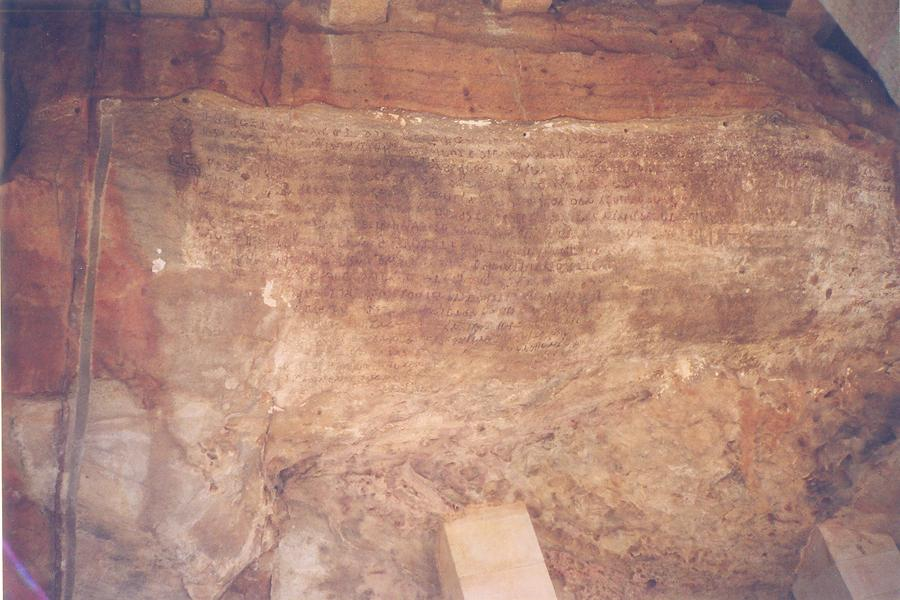
카라벨라의 하티굼파 비문

### 왕조
하티굼파 비문의 첫 번째 줄은 카라벨라를 "체타라자-바사-바다네나" (체트라자 바사 바다네나, "체타 왕의 가문을 확장한 자")라고 부른다. R. D. 바네르지와 D. C. 시르카르는 "체티" (चेति)를 카라벨라가 속한 왕조를 가리키는 것으로 해석했는데, 즉 체디 마하자나파다를 말한다. 사후에 따르면, 이것은 부정확하며 돌의 균열로 인한 것이다. 사후는 "체타라자"가 아마도 카라벨라의 아버지이자 그의 즉각적인 선대 통치자를 가리킬 것이라고 말한다.:18
하티굼파 비문에는 아이라 또는 아일라로 해석된 단어도 포함되어 있다. 만차푸리 석굴에서 발견된 작은 비문에 따르면, 카라벨라의 후계자인 쿠데파시리 역시 자신을 아이라 마하라자 칼링가디파티 마하메가바하나 (데바나가리 문자: ऐर महाराजा कलिंगाधिपतिना महामेघवाहन)로 칭했다. 제임스 프린셉과 R. L. 미트라와 같은 학자들의 초기 해석은 아이라를 하티굼파 비문에 나오는 왕의 이름으로 보았다. 인드라지의 연구는 이 오류를 수정하고, 하투굼파 비문에 언급된 왕이 카라벨라였으며 그가 마하메가바하나의 후손임을 확립했다. 마하메가바하나와 카라벨라 사이의 관계나 그들 사이의 왕의 수는 직접적으로 언급되어 있지 않다. 인드라지는 1885년에 이 비문을 해석하여 가상의 가계도를 만들었지만, 이는 대체로 신뢰받지 못하고 있다.
아이라 또는 아일라라는 단어는 이후 바루아와 사후에 의해 산스크리트어 단어 아리야("고귀한")의 프라크리트어 형태로 재해석되었다. 자야스왈과 바네르지는 같은 단어를 힌두교와 자이나교 문헌에 언급된 신화적인 푸루라바스 아일라 왕조를 가리키는 것으로 해석한다. 카라벨라의 마하메가바하나 가문은 이 푸루라바스 왕조의 후손이라고 주장했을 수 있다. 시르카르와 샤르마 같은 학자들은 이후 발견된 군투팔리 비문을 바탕으로 카라벨라가 칼링가의 고대 마하메가바하나 왕조의 왕 중 한 명이었다고 진술한다.

### 이름

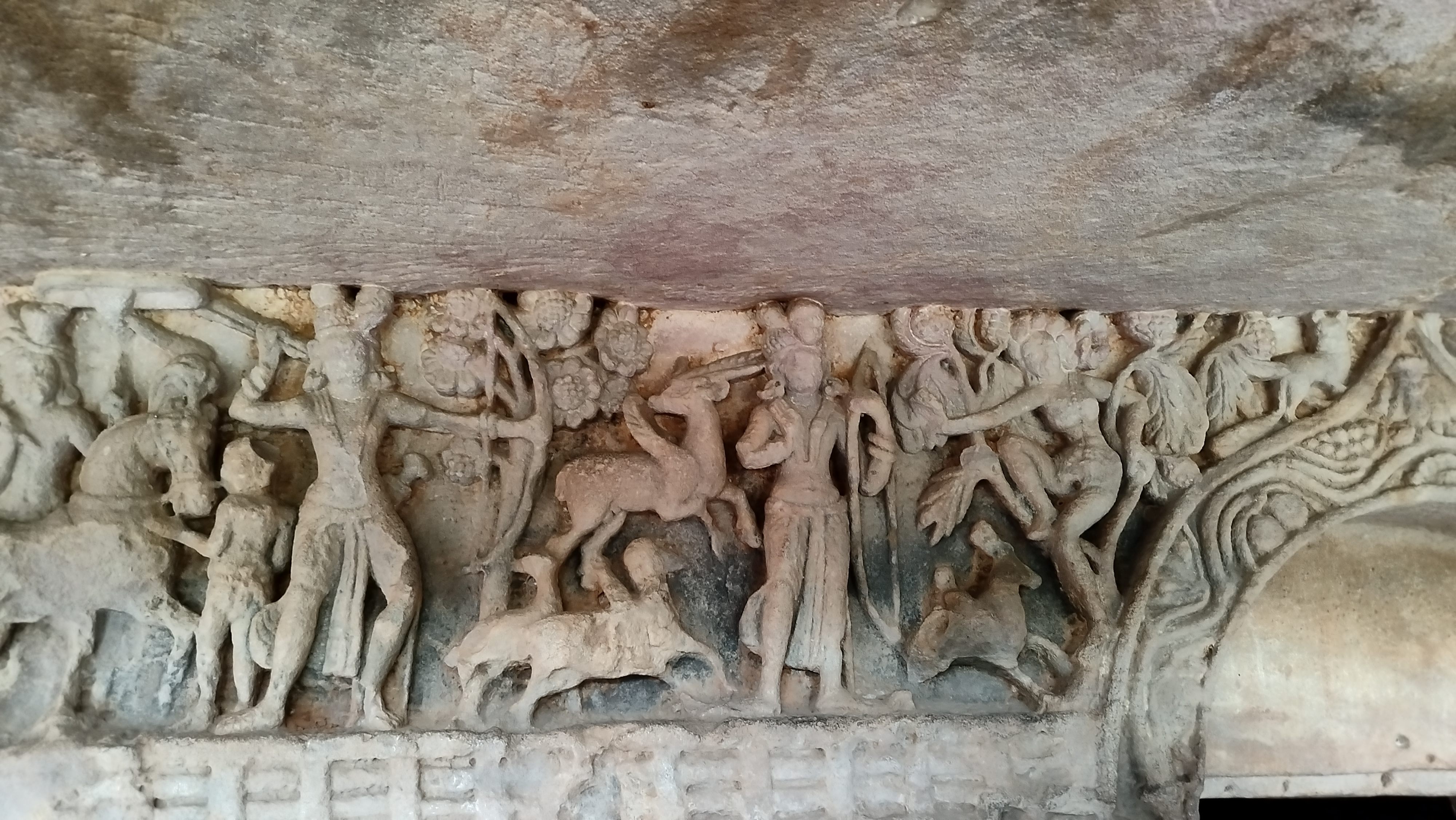
신화 이야기를 묘사한 우다야기리 석굴

수니티 쿠마르 차터지는 "카라벨라"를 드라비다어 기원의 이름으로 해석했는데, 이는 "카르"("검고 끔찍한")와 "벨라"("랜스")라는 단어에서 파생되었을 수 있다. 하지만 리처드 N. 프라이는 차터지의 어원학이 만족스럽지 않다고 보았다. 브라즈 나트 푸리에 따르면, 카라벨라의 왕조에 대한 드라비다 문화적 기원을 제시하거나 그것을 남인도와 확실하게 연결하는 것은 어렵다. N. K. 사후도 이 이론에 의문을 제기하며, 하티굼파 비문의 "아이라" 또는 "아일라"라는 단어를 카라벨라가 자신을 인도아리아인으로 자칭한 것으로 해석한다.

## 종교

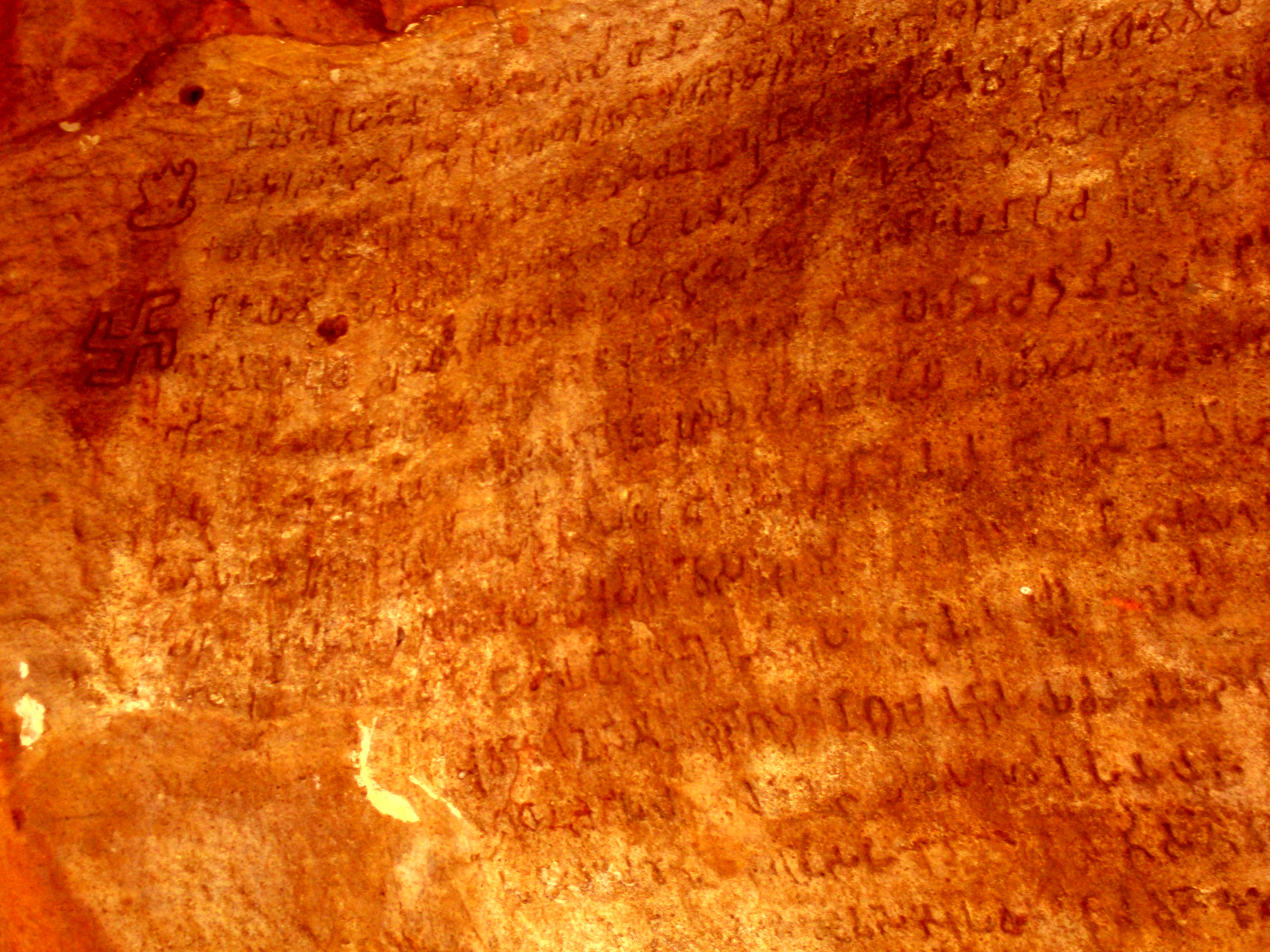
카라벨라가 기원전 20년경 하티굼파 비문에 새긴 나모카르 만트라.

하티굼파 비문은 아리한트와 싯다에 대한 경배의 변형으로 시작한다. 이것은 판차-나마스카라 만트라와 유사하며, 이 만트라에서는 아리한트와 싯다 외에 세 가지 존재가 더 불려진다. 하티굼파 비문의 다른 부분들과 기원전 1세기경 우다야기리에서 발견된 작은 비문들 또한 자이나교 구절을 사용한다. 따라서 그는 일반적으로 자이나교 왕으로 불린다. 그는 난다 왕이 가져간 마투라의 자이나교 우상을 되찾아왔다.
폴 던다스와 같은 일부 학자들은 그가 자이나교도였는지, 아니면 자이나교를 지지하고 자이나교 유적지에 쓰여진 비문에서 칭송받는 다른 고대 왕이었는지에 의문을 제기한다. 의심의 한 가지 이유는 하티굼파 비문이 그가 모든 종교 종파의 신봉자(sava-pāsanḍa pūjako)였으며 다양한 신들에게 헌정된 사원(sava-de[vāya]tana-sakāra-kārako)을 수리했다고 명시적으로 밝히기 때문이다.
카라벨라가 독실한 자이나교도였는지 의심할 만한 다른 이유들도 하티굼파 비문의 여러 행에서 발견된다. 던다스는 비문에 반복적으로 언급되는 폭력과 전쟁이 자이나교의 핵심 교리인 아힘사(비폭력)를 고려할 때 카라벨라가 단순히 자이나교에 편향적이었는지 의문을 제기한다고 말한다.
헬무트 폰 글라제나프에 따르면, 그는 아마도 (자이나교도를 포함한) 모든 신하들을 후원하는 자유 사상가였을 것이다.

## 전기
하티굼파 비문에 따르면, 카라벨라는 24세까지 교육과 스포츠에 시간을 보냈으며, 이 기간 동안 글쓰기, 주화, 회계, 행정 및 법 절차 분야를 통달했다. 그는 16세에 태자(유바라자)가 되었고, 24세에 칼링가의 왕으로 즉위했다. 하티굼파 비문은 그의 통치 첫 13년을 자세히 설명한다. 이 통치 기간의 주목할 만한 측면들은 다음과 같다:
- 1년차

많은 공공 기반 시설 프로젝트: 카라벨라는 폭풍으로 손상된 문과 건물을 수리하고, 저수지와 연못을 건설하며, 정원을 복원했다.
- 2년차

기병, 코끼리, 전차, 병사들로 구성된 군대를 "사타카니" 또는 "사타카미니"(크리슈나 강 계곡 근처의 사타카르니와 동일시됨)가 이끄는 왕국으로 파견했다. 또한 카라벨라가 "마시카"(마시카나가라), "무시카"(무시카나가라), "아시카"(아사카의 수도인 아시카나가라)로 다양하게 해석되는 도시에 위협을 가했음을 언급한다.:127
학자들은 비문에 묘사된 사건들을 다르게 해석한다. 자야스왈, 바네르지, 센은 카라벨라가 사타카르니를 위협했다고 말한다. 바그왈 랄에 따르면, 서부 지역의 사타카르니 왕은 카라벨라의 왕국 침략을 피하기 위해 그에게 말, 코끼리, 전차, 병사들을 조공으로 보냈다. 그 해, 카라벨라는 쿠숨바 크샤트리야의 도움으로 마시카 도시를 점령했다. 알랭 다니엘루에 따르면, 카라벨라는 사타카르니와 친밀했다. 수다카르 차토파디아야는 카라벨라의 군대가 사타카르니를 상대로 진군하는 데 실패하고 아시카(아시카나가라) 도시를 위협하기 위해 방향을 틀었다고 썼다.
- 3년차

간다르바 음악에 능통했던 카라벨라는 노래, 춤, 기악을 포함한 축제 모임으로 도시를 즐겁게 했다.
- 4년차

라티카와 보자카가 그에게 절하고, 그는 비디야다라를 위한 기념물을 세웠다.
- 5년차

카라벨라는 난다 왕조가 티-바사-사타년 전에 건설한 운하를 확장하여 칼링가의 수도로 물을 끌어들였다. 티-바사-사타는 103년 또는 300년을 의미할 수 있다. 바루아와 시르카르와 같은 대부분의 학자들은 이를 300년으로 해석한다. 이는 카라벨라가 이 지역이 난다 왕조의 지배를 받던 시기로부터 약 300년 후에 집권했음을 의미한다.
- 6-7년차

바지라그라하 가문 출신인 그의 아내가 아이를 낳았다. 카라벨라는 세금을 면제하고 수십만 명의 사람들을 돕는 자선 사업을 수행한다. K. P. 자야스왈과 R. D. 바네르지에 따르면, 왕은 또한 라자수야 희생제를 지냈는데, 이는 왕을 위한 베다 의식으로, 자이나교 승려와 브라만에 선물을 주었다. 시르카르에 따르면, 이 잉크 인상과 판독은 의심스럽다. 마찬가지로 여기에 언급된 카라벨라의 업적들도 문제가 있고 의심스럽다. 시르카르는 또한 이것이 "희생 의식"으로 읽혀서는 안 되며, 대신 선물을 주는 데 사용된 "왕실 재산"이라는 의미의 다른 유사한 단어로 읽어야 한다고 덧붙였다.
- 8-9년차

기록이 부분적으로 손상되었다. 야바나 왕이 두려움에 도망쳐 마투라로 후퇴했다고 언급한다. 알랭 다니엘루는 카라벨라가 대규모 군대로 고라타기리(바라바르 석굴 근처)를 약탈하고 라자가리하(오늘날 라즈기르와 동일시됨) 도시를 정복했다고 썼다. 아난타 프라사드 바네르지-샤스트리에 따르면, 카라벨라는 바라바리 석굴에서 자이나교의 라이벌인 아지비카교도들을 추방하고 그들의 비문을 훼손했다.
- 10년차

기록의 상당 부분이 유실되었다. 비문은 바라타바사와 일련의 군사 작전에서의 승리를 언급한다. 카라벨라는 아바 왕을 물리치고 칼링가를 위협했던 "트[r]아미라" 국가들의 113년 된 연맹을 해체했다. 센과 알랭 다니엘루는 "트라미라"를 "드라미라"(드라비다) 연맹으로 해석한다.
- 12년차

이 기록의 일부가 유실되었다. 카라벨라는 군대를 우타르파타(북부)로 보내 마가다 왕을 정복한다. K. P. 자야스왈은 바하스미타를 푸시야미트라 숭가와 동일시했지만, 헴 찬드라 라이차우두리는 이 이론을 신뢰하지 않는다. 수다카르 차토파디아야는 바하사티미타가 카우샴비의 왕이었을 수 있으며, 그의 통치가 마가다까지 확장되었을 수 있다고 믿는다. 이 비문 부분은 과거 난다 왕이 가져간 "카[리]나가진암"을 언급하며, 그가 이를 칼링가로 되돌려 놓았다고 한다. 카라벨라는 세금 면제를 통해 100명의 석공이 사는 정착촌을 건설했다.
- 13년차

이것은 비문의 마지막 부분으로 카라벨라를 칭송한다. 또한 그가 금욕주의자와 현자들의 회의를 조직하고, 피난처를 건설했으며, 64자(문자)로 된 칠성 아가마의 텍스트 편찬을 의뢰했다고 명시한다. 비문은 또한 카라벨라가 왕실 현자 바수의 후손이라고 주장한다.

### 계승
쿨케와 로터문트는 카라벨라 제국이 아소카와 카라벨라 이후의 시대가 불분명하다고 언급한다. 그의 후계자들에 대한 주요 비문이 부족하다는 점을 고려할 때, 그들은 카라벨라 제국이 그의 사망 직후 해체되었을 가능성이 높다고 추측한다. 다음 두 세대의 왕들, 즉 바크라데바(일명 쿠데파시리 또는 바카데파)와 바두카에 대해서는 우다야기리에서 발견된 작은 비문들을 통해 약간 알려져 있다. 카라벨라의 뒤를 이어 사다 왕조의 왕들이 계승했다. 시리 사다는 군투팔리의 비문에서 마하메가바하나 왕으로 언급된다.

## 묘사

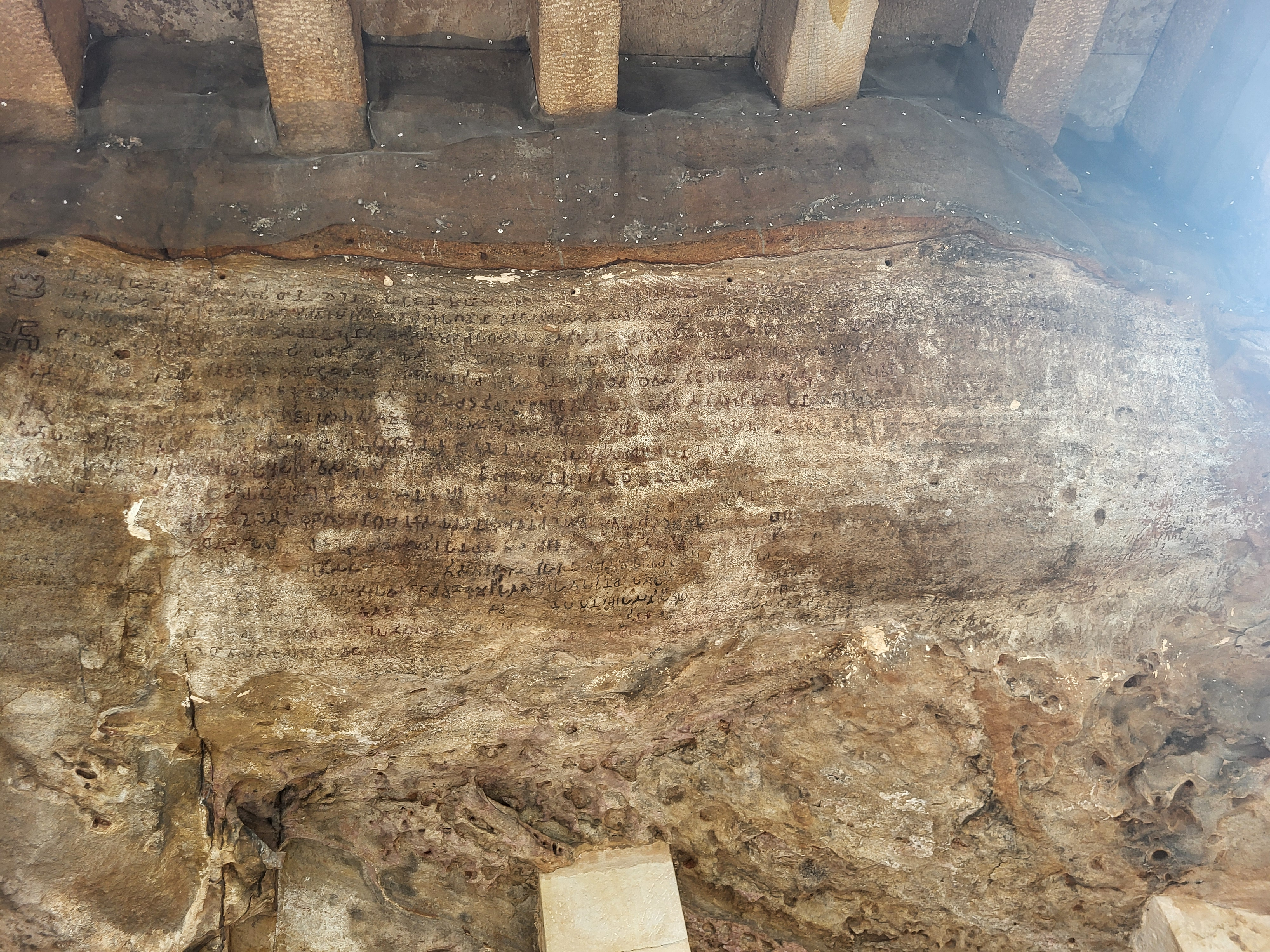
카라벨라의 하티굼파 비문.

카라벨라의 비문은 그를 혈색 좋고 잘생긴 몸매를 가진 사람으로 묘사하며, 25년간 젊은 삶을 살았고, 글쓰기, 주화, 회계, 행정 및 법률 절차 분야에서 철저한 교육을 받아 통달한 예리한 학습자였다. 그는 공식 비문에서 체계적인 교육을 받았다고 자랑스럽게 선언하는 몇 안 되는 초기 인도 군주 중 한 명이다. 하티굼파 비문은 그를 백만 명의 석공 정착지를 만들고 그들에게 토지세를 면제해 준 자비로운 통치자로 묘사한다. 또한 그가 자이나교 승려들에게 왕실 생활비, 비단 옷(실크) 및 흰 옷을 기부하고 아라한과 사문들을 위해 사원과 동굴을 만들었다고 언급한다.
비문은 카라벨라가 예술과 음악의 위대한 후원자였고 간다르바 과학에 능통했다고 명시한다. 그는 축제와 집회를 열고 다파, 춤, 노래 및 기악 전시로 수도를 즐겁게 했다.
비문은 카라벨라의 위대함과 모든 사원에 대한 그의 후원을 칭송하며, 그가 모든 사원을 수리했으며 그의 전차와 군대는 저항할 수 없다고 명시한다.

## 유산
카라벨라의 비문은 그를 칼링가-차크라바르틴 (칼링가 황제)이라고 부른다. 그는 칼링가의 가장 강력한 통치자 중 한 명이었다. 비문은 그의 황제 즉위 후 그가 폭풍으로 손상된 수도의 문, 벽 및 요새를 수리했다고 명시한다.

## 같이 보기
- 하티굼파 비문